# Apodêmio (magistrado)
Apodêmio (em latim: Apodemius) foi um oficial romano do século IV, ativo no Ocidente durante o reinado do imperador Valentiniano I (r. 364–375). Apodêmio é citado numa lei de 10 de maio de 369 de Augusta dos Tréveros que foi preservada no Código de Teodósio. Esta lei tratava sobre "relações" (relationes).